# Arthur Lachance
Pour l’article homonyme, voir Lachance.
Arthur Lachance (22 juin 1868-1er mars 1945) est un avocat, procureur de la couronne et homme politique fédéral du Québec.

## Biographie
Né à Québec dans le Canada-Est, il étudia à l'école chrétienne, au Séminaire de Québec et à l'Université Laval. 
Élu député Parti libéral du Canada dans la circonscription fédérale de Québec-Centre lors de l'élection partielle de 1905 survenue après la nomination d'Albert Malouin à la Cour supérieure du Québec, il est réélu en 1908 et en 1911. 